# (5932) Прутков
(5932) Прутков (лат. Prutkov) — типичный астероид главного пояса, открыт 1 апреля 1976 года советским астрономом Николаем Черных в Крымской астрофизической обсерватории и 20 июня 1997 года назван в честь Козьмы Пруткова.

## Обнаружение и именование
(5932) Прутков
Открыт 1 апреля 1976 года в Научном Н. С. Черных.
Назван в честь Козьмы Пруткова, пародийного персонажа, вымышленного поэта и автора многих басен, юмористических стихотворений и афоризмов. Прутков — это собирательный псевдоним, придуманный поэтами девятнадцатого века А. К. Толстым и братьями А. М. и В. М. Жемчужниковыми. Многие высказывания Пруткова стали нарицательными в русском языке.
Оригинальный текст (англ.)5932 Prutkov
Discovered 1976-04-01 by Chernykh, N. S. at Nauchnyj.
Named for Koz'ma Prutkov, a parody character, fictitious poet and author of many fables, humorous poems and aphorisms. Prutkov is the collective pen-name invented by the nineteenth-century poets A. K. Tolstoj and the brothers A. M. and V. M. Zhemchuzhnikov. Many of Prutkov's utterances have become by-words in Russian.
Источники: DISCOVERY.DB; M.P.C. 30098.

## Орбита

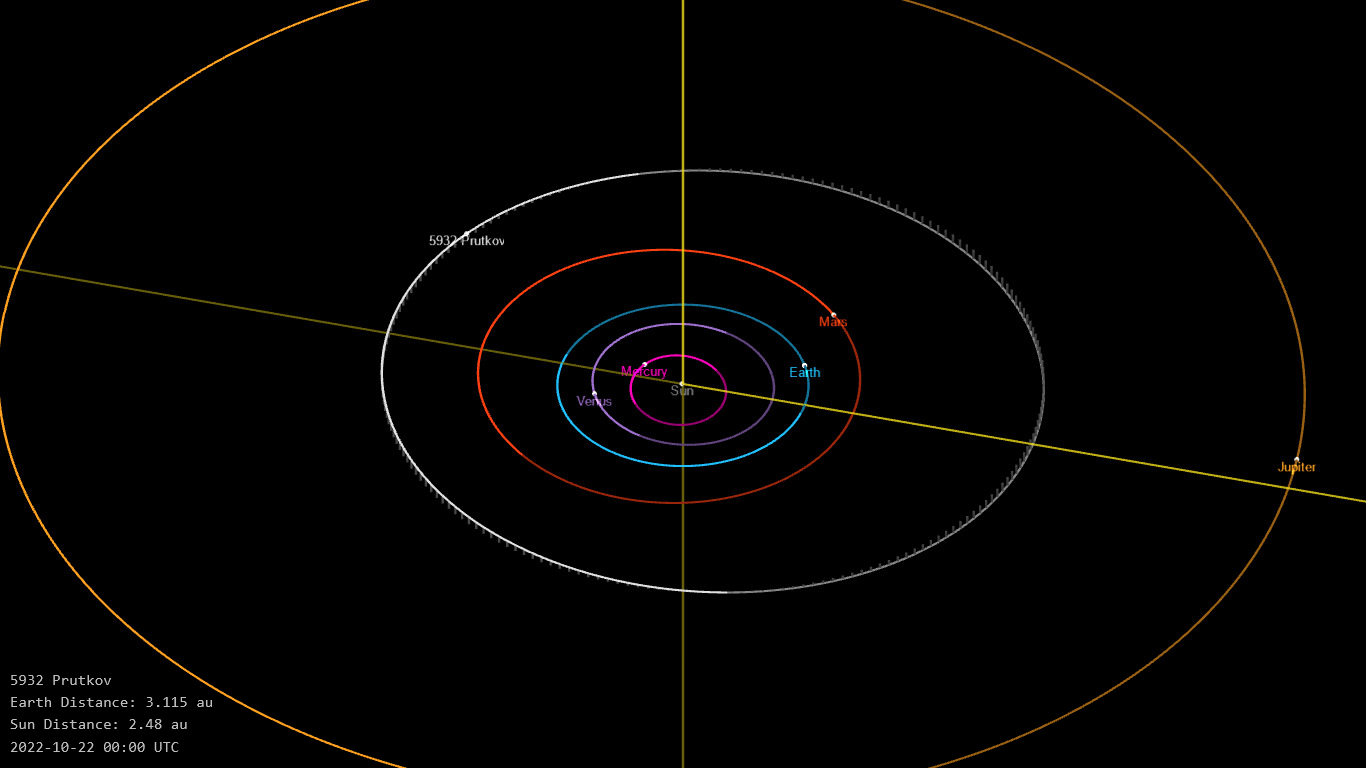
Орбита астероида Прутков и его положение в Солнечной системе

## Физические характеристики
Астероид относится к таксономическому классу C.
По результатам наблюдений в видимом и ближнем инфракрасном диапазоне космического телескопа NEOWISE диаметр астероида оценивается равным 5,920±0,216 км. Согласно тем же источникам альбедо оценивается как 0,2200±0,0461 и 0,220±0,046.